# تيد أرنولد
تيد أرنولد (7 نوفمبر 1876 - 25 أكتوبر 1942) (بالإنجليزية: Ted Arnold)‏ هو لاعب كريكت بريطاني (وحمل سابقاً جنسية المملكة المتحدة لبريطانيا العظمى وأيرلندا). شارك مع منتخب إنجلترا للكريكت.

## وصلات خارجية
- تيد أرنولد على موقع إي آس بي آن كريك إنفو (الإنجليزية)